# Кузбассэнерго
«Кузбассэнерго» — российская энергетическая компания. Полное наименование — «Кузбасское акционерное общество энергетики и электрификации». Штаб-квартира — в Кемерове.
Основана в 1943 году. Ранее принадлежала компании «СУЭК», но в конце 2000-х годов энергетические активы были выведены из состава этого угольного холдинга и объединены в составе Сибирской генерирующей компании.

## Собственники и руководство
«Кузбассэнерго» входит в энергохолдинг «Сибирская генерирующая компания», который осуществляет производство и продажу электро- и тепловой энергии, а также обеспечивает передачу тепла. СГК ведёт деятельность на территории Кемеровской области, Красноярского края, Новосибирской области, Алтайского края, р. Хакасия, р. Тыва, Свердловской области и Приморского края.
Руководство:
- генеральный директор АО "Кузбассэнерго"  Лариошкин Виктор Анатольевич.

## Деятельность
В состав АО «Кузбассэнерго» входят:
- Рефтинская ГРЭС
- Томь-Усинская ГРЭС
- Беловская ГРЭС
- Новокузнецкая ГТЭС
- Приморская ГРЭС

### Известные сотрудники
- Белов, Николай Семёнович — директор в 1966—1969
- Петерс Николай Николаевич